# Инженерно училище в Тераса
Училището по инженерство в Тараса (на испански: Escuela de Ingeniería de Tarrasa; на каталонски: Escola d’Enginyeria de Terrassa, EET) е разположено в гр. Тараса (или Тераса на каталонски), провинция Барселона, Каталония, Испания.
ЕЕТ е част от Политехническия университет на Каталония (Universidad Politécnica de Cataluña, Universitat Politecnica de Catalunya), Барселона. Fбучава по 8 дипломни програми, по които студентите наброяват 1500 души. Намира се в университетската част на града.

## Образователни степени
Образователните степени, предлагани в ЕЕТ, са пригодени за Европейската област на висшето образование (European High Education Area), покривайки различни научни сфери.

### Индустриално инженерство
- бакалавър по електрическо инженерство
- бакалавър по индустриална електроника и автоматичен контрол
- бакалавър по машинно инженерство
- бакалавър по химическо инженерство
- бакалавър по технология на текстила и инженерен дизайн
- бакалавър по индустриален дизайн в развиващото инженерство

### Телекомуникационно инженерство
- бакалавър по инженерни аудиовизуални системи

### Магистратури
- магистър по текстил, хартия и графично инженерство

## История
Дейността на Училището по инженерство стартира през август 1901 г., а започва да се преподава през февруари 1902 г. В самото начало наименованието на училището е било Escuela Superior de Industrias de Terrassa (Висше индустриално училище), като е преподавано инженерство, практическо инженерство и начално образование за работници.
Училището е открито, главно за да покрива нуждите на текстилната промишленост в гр. Тераса. Тази индустрия достига върха на своето развитие през 19 век с пристигането на парната машина и новите механични станове.
Първоначално училището е разположено на ул. „Топет“ 4, а през юли 1904 г. е преместено на настоящия си адрес на ул. „Колом“ 1, като заема днешната каталунска модернистична сграда, която е гордост за града. Това произведение на изкуството е конструкция на архитекта Lluis Muncunill Parellada. Изложба, която се състои същата година, представя най-кулминационния момент на хуманитарните науки. През 1943 г. сградата става притежание на правителството, като запазва своята функция като училище.
От 1906 г. се преподава текстилно инженерство – отличителна черта на Инженерното училище в гр. Тараса, което продължава да се адаптира към нови специалности. Други инженерни науки също са преподавани в училището като химическо, машинно, електрическо и електронно инженерство.
През 1962 г. инженерното образование се отделя във Висше техническо училище по индустриално инженерство (Escuela Técnica Superior de Ingenieros Industriales) на ул. „Колом“ 1. От 1972 г. то е в състава на Политехническия университет в гр. Барселона (Universitat Politecnica de Barcelona), по-късно преобразуван в Политехнически университет на Каталуния (Universitat Politecnica de Catalunya).

## Модернистична сграда
Индустриалното училище е сред първите произведения на Луис Парелада. То се характеризира още като модернистично влияние на историческия живот. Има изолирана 2-етажна сграда с приземен етаж, който е под формата на буквата U, която огражда пространство, наподобяващо тераса.
Главната сграда, която дава пряк достъп до залите (като библиотеката и др.), е съставена от стоманени колони. В нея се намира и статуята на създателя на училището Алфонсо Салонса. Главната фасада е известна със стълбите, които водят до кабинета на директора, и 2-те странични части. Според проекта на Джозеп Доменек и Мансана 2 перпендикулярни главни кораба трябвало да бъдат добавени в двата края на оригиналната сграда, които е трябвало да бъдат използвани като първоначални работилници.

## Местоположение
Комплексът на ЕЕТ е в 3 части – TR1 (главна сграда), TR2 (пристройка) и TR3 (странична част), като главният вход се намира на адрес ул. „Колом“ 1.
Кампусът на Университета е разположен в центъра на гр. Тараса, който разполага с добър транспорт за връзка с Барселона (местни влакове на RENFE, FFCC и градската автобусна мрежа).
Университетът предлага бакалавърски, магистърски и докторантски програми. Политехническият университет е сред най-важните университети в Каталония и студентите в него наброяват 5000 души.